# Epidendrum eburneum
Epidendrum eburneum är en orkidéart som beskrevs av Heinrich Gustav Reichenbach. Epidendrum eburneum ingår i släktet Epidendrum och familjen orkidéer. Inga underarter finns listade i Catalogue of Life.

## Bildgalleri

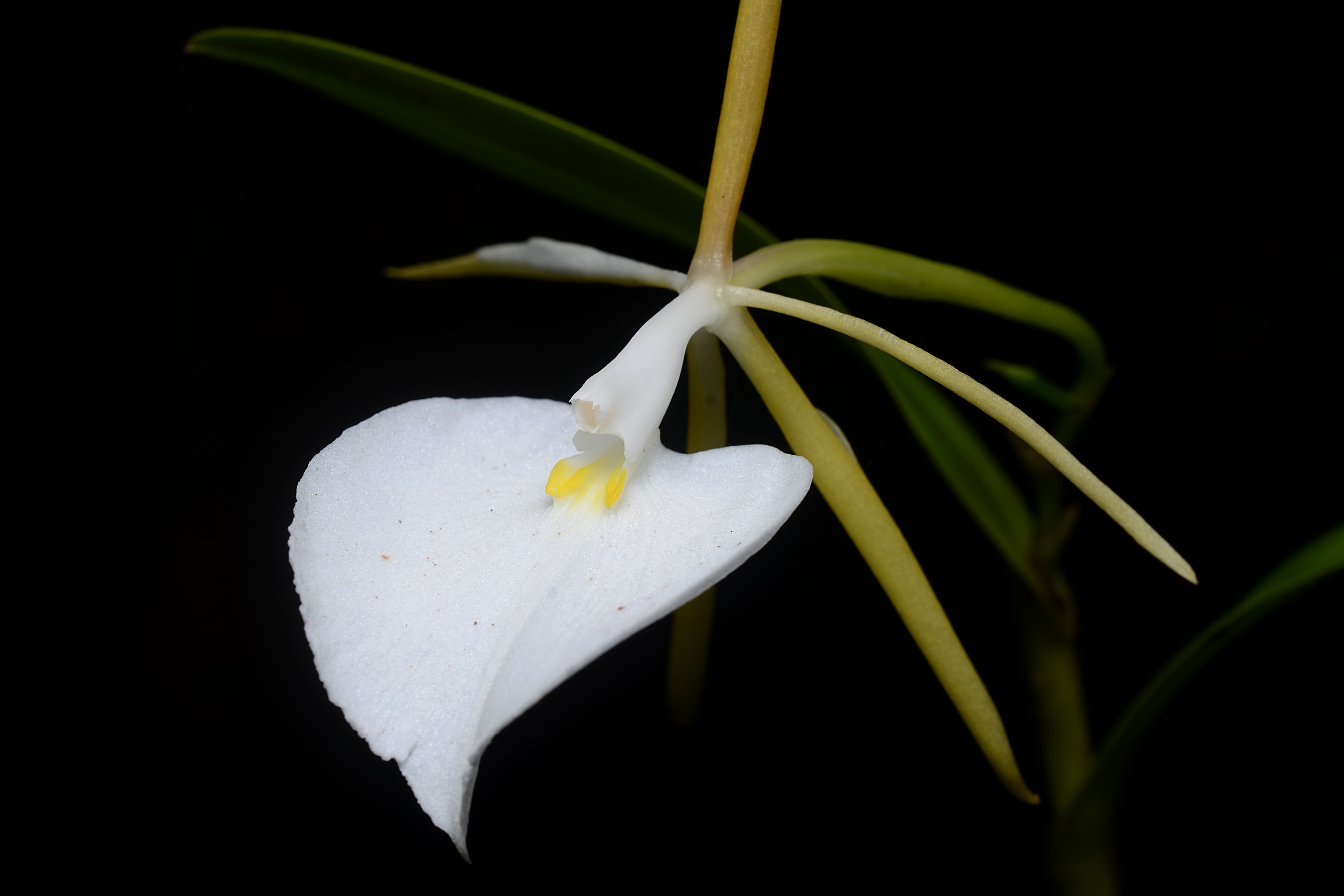
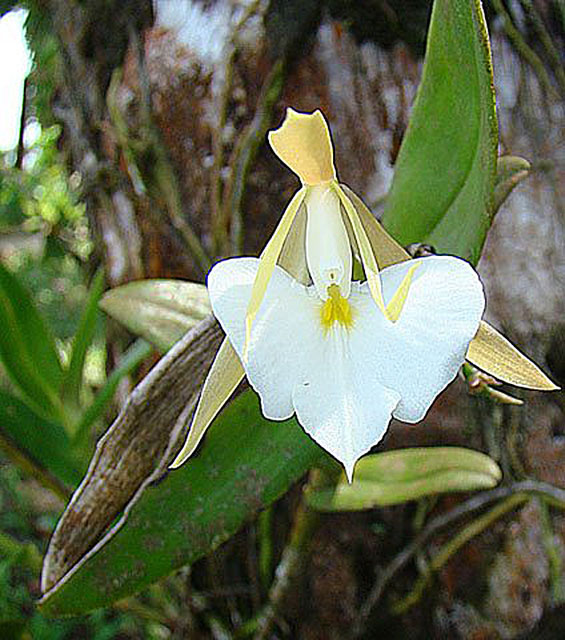